# 温光春
温光春（1941年—），安徽肥东人，中国人民解放军将领、中国人民解放军中将。 
1997年，授予中国人民解放军中将，曾任总后勤部副部长。 